# اوترنت
«اوترنت» (به انگلیسی: Outernet) طرحی برای دسترسی رایگان همگانی به اطلاعات است که از طریق امواج ماهواره دریافت می‌شود.
شرکت اوترنت یک شرکت رادیوی نرم‌افزاری و پخش داده است. ایم شرکت گیرنده‌های SDR می‌فروشد و همراه آن آمپلی‌فایر، آنتن (رادیو)، رایانه تک تراشه در قالب یک سامانه تحویل داده می‌شود.

## چیستی
اوترنت طرحی است که در آن تمامی کسانی که به هیچ نوع شبکه مخابراتی و اینترنتی دست ندارند، می‌توانند به طور رایگان به اینترنت دسترسی داشته و با امواج ماهواره و یک گیرنده به اینترنت متصل شوند و کمپانی آن شرکت MDIF می باشد.
همچنین منابعی گفته اند این طرح در سال 2016 اجرا خواهد شد